# 恩納鍋
恩納鍋（琉球語：／ ；生卒年不詳）是18世紀琉球第二尚氏王朝時期的一位女歌人。平民出身。
恩納鍋的生平事蹟不詳，唯知她出生於恩納村，童名鍋。在第二尚氏王朝時期，人們曾一度認為她活躍於尚敬王年間；真境名安興在《沖繩一千年史》中對此提出異議，指出她活躍於尚穆王年間。此外，根據《國頭郡志》記載，向有恒（宜灣親方朝保）與山內盛熹的對話可推知，恩納鍋實際上活躍於尚穆王時代。
琉球國王巡視北山，與恩納鍋在萬座毛相遇。恩納鍋吟誦了以下的琉歌：
|  |  |  |

這首琉歌令國王讚賞不已。
在《沖繩一千年史》中，真境名安興將恩納鍋和吉屋鶴稱作琉球的女流歌人雙璧。日本上皇明仁曾吟誦一首琉歌以稱讚她。